# Ax-les-Thermes
Ax-les-Thermes é uma comuna francesa na região administrativa de Occitânia, no departamento de Ariège.